# インセント
インセント（英称：INCENT）は、東京都港区南青山に本社を置く芸能プロダクション。1996年11月に設立。
創業当初はモデルプロダクションだった（モデルのマネジメントについては2003年創業の関連事務所・イデアに機能を移している）。

## 所属タレント
- 井上和香
- 三浦奈保子
- 山本美月
- 久松郁実
- 松元絵里花
- 桜井日奈子
- 田鍋梨々花
- 出口夏希
- 森マリア
- 久慈暁子
- マーシュ彩
- 樋口柚子
- 岩﨑名美
- 間瀬遥花
- やしろなな
- 安藤冶真
- 雪野智世
- サイード横田仁奈
- 水沢エレナ

### ジュニア部門
- アイラ・サマーヘイズ
- 中野ケイナ
- 新川夕海
- 毛利愛美
- ケイト
- 菜那
- 中澤瞳
- 美木山吹
- 裟羅
- 八木茉莉絵
- ナイア
- 小林花南
- 石田結耶
- マイヤーズ江玲奈
- 安藤琳多
- 関戸優貴菜

## 過去の所属タレント
- 伊東美咲
- 大宮司佳代
- 岡田結実
- 岡田隆之介
- 片瀬那奈
- 白川みなみ
- 関紫優
- 西村珠麗
- 日向千歩
- 中村歩加（元NGT48）
- 沢口愛華
- 中尾萌那
- 坂口風詩(現：風詩)
- 山本舞香
- 入山法子

## グループ会社
- イデア
- イリューム
- Biz
- リンクス